# بوركو (محافظة)
بوركو هي واحدة من المحافظتين المشكلتين لإقليم بوركو في تشاد. تم تأسيسها بموجب المرسوم رقم 002/PR/08 المؤرخ 19 فبراير 2008. عاصمتها فايا لارجو.
كانت بوركو في السابق واحدة من أربع محافظات في منطقة بوركو-إنني-تيبيستي في تشاد، في إقليم بوركو الصحراوي الشمالي. في عام 2008، تم تقسيم منطقة بوركو-إنيدى-تيبستي إلى ثلاثة أقاليم، وأصبحت محافظة بوركو السابقة إقليما منفصلا يحمل نفس الاسم .

## محافظات الفرعية
محافظة بوركو تنقسم إلى محافظات فرعية (مراكز إدارية):
- فايا-لارجو
- قوبا أولانغا